# 上海协和双语学校
上海协和双语学校 (英語：Shanghai United International School)是一所位于上海的国际学校。

## 校区
学校在上海市有四个校区，其中三个位于闵行区，剩下一个位于浦东新区。目前大约有1500名注册学生。上海市之外还有校区位于温州，厦门和无锡。.